# Bacterias Gram-negativas con G-C bajo
Bacterias Gram negativas
1. Achromobacter
2. Arthiorhodaceae
3. Rhodobacter capsulatus
4. Azotobacteraceae
  1. Azotobacter
5. Bacterias fototróficas 
  1. Cyanobacterales
  2. Chlorobiales
  3. Rhodospirillales
6. Bacterias sulfooxidantes 
  1. Thiobacillus
7. Bacteroides
8. Brucella
  1. Brucella abortus
  2. Brucella melitensis
  3. Brucella ovis
9. Cytophagales
10. Chlamydiales
11. Enterobacteriaceae
  1. Edwardsiella tarda
  2. Enterobacter
  3. Escherichia coli
  4. Klebsiella pneumoniae
  5. Proteus mirabilis
  6. Salmonella
    1. Salmonella typhimurium

  7. Serratia marcescens
  8. Shigella
  9. Yersinia
    1. Yersinia enterocolitica
12. Flavobacterium
13. Legionella
  1. Legionella pneumophila'
14. Methanobacteriaceae
15. Mycoplasmatales
16. Myxobacterales
17. Myxococcaceae
18. Myxococcus
19. Stigmatella erecta
20. Neisseriaceae
21. Acinetobacter
22. Neisseria
  1. Neisseria gonorrhoeae
  2. Neisseria meningitidis
23. Pseudomonadaceae
  1. Pseudomonas
    1. Pseudomonas aeruginosa
24. Xanthomonas
  1. Xanthomonas camprestris
25. Rhizobiaceae
26. Agrobacterium
27. Rhizobium
  1. Rhizobium leguminosarum
  2. Rhizobium meliloti
28. Rickettsiales
  1. Rickettsia
29. Siderocapsaceae
30. Spirillaceae
  1. Bdellovibrio
  2. Campylobacter
  3. Spirochaetales
  4. Vibrionaceae
    1. Aeromonas
      1. Aeromonas hydrophila

    2. Vibrio
      1. Vibrio cholerae
      2. Vibrio parahaemolyticus.

- Datos: Q5716150